# Moto Guzzi 1100 Sport
Die Moto Guzzi 1100 Sport oder Sport 1100 ist ein Motorrad des italienischen Herstellers Moto Guzzi, das von 1994 bis 1999 in Mandello del Lario gebaut wurde. Das Modell ist ein von der Daytona abgeleiteter Supersportler, jedoch ohne den teuren 1000er 4-Ventil-Motor mit 992 cm³, sondern mit dem älteren, kostengünstigeren 1000er 2-Ventil-Motor (1975–1997), der von 949 cm³ auf 1064 cm³ vergrößert wurde.

## Modellgeschichte und Technik

### Antrieb
Der Motor ist ein längs eingebauter, luftgekühlter Viertakt-Zweizylinder-V-Motor, wie alle V-Motoren von Moto Guzzi seit 1967 mit einem Zylinderwinkel von 90 Grad. Pro Zylinder hat der Motor je ein Ein- und ein Auslassventil, die von einer untenliegenden, kettengetriebenen Nockenwelle über Stößel, Stoßstangen und Kipphebel gesteuert werden. Die 1100 Sport Corsa hat u. a. geschmiedete Carrillo-Pleuel, eine leichtere Kurbelwelle und geänderte Kennfelder der Motorsteuerung.
Bei der Markteinführung 1994 hatte die 1100 Sport zunächst zwei Vergaser von Dell’Orto. Seit der Modellpflege 1996 wurde das Gemisch von einer elektronisch geregelten Saugrohreinspritzung (EFI) von Weber-Marelli mit zwei mechanisch gekoppelten Drosselklappen gebildet. In internen Unterlagen und vielen Medienberichten weist die Bezeichnung 1100 Sport i (i steht für Italienisch iniezione, auf Deutsch Einspritzung) auf diese Änderung hin, während die Verkaufsbezeichnung und die Markierung am Motorrad unverändert 1100 Sport lauten. Die Motorkühlung wird ab der Modellpflege zusätzlich von einem vorn an der Ölwanne befestigten Ölkühler unterstützt.
Alle Versionen haben eine mechanisch mit Seilzug betätigte Zweischeiben-Trockenkupplung und ein Fünfganggetriebe.
Eine Abgasnachbehandlung gibt es bei der 1100 Sport nicht. Die gesamte Auspuffanlage mit zwei Schalldämpfern besteht aus nicht rostendem Edelstahl. Bei der Version Corsa sind die Schalldämpfer von Termignoni aus Carbon und der sonst zwischen Ölwanne und Hinterrad angebrachte Vorschalldämpfer entfällt.

### Rahmen und Fahrwerk
Die 1100 Sport hat den gleichen Rahmen wie die Daytona. Es ist ein von dem US-amerikanischen Zahnarzt und Amateurrennfahrer sowie Guzzi-Fan John Wittner („Dr. John“) konstruierter Zentralrohr-Brückenrahmen aus Stahl. Die Motor-Getriebe-Einheit ist mittragend.
Bei der frühen Vergaserversion wird das 17″-Vorderrad von einer Marzocchi-Teleskopgabel mit 41,7 mm Standrohrdurchmesser und 130 mm Federweg geführt. Bei den EFI-Versionen, d. h. ab der Modellpflege im Jahr 1996, ist es eine „Up-Side-Down“-Gabel des Zulieferers White Power mit 40 mm Standrohrdurchmesser und 130 mm Federweg. Zug- und Druckstufendämpfung sind separat einstellbar.
Das Hinterrad (18″ bei der Vergaserversion, 17″ bei den EFI-Versionen) wird von einer Cantilever-Zweiarmschwinge aus Stahl geführt. Am zentralen Federbein von White Power (bei der Version Corsa mit externem Ausgleichbehälter) sind Federbasis, Zug- und Druckstufendämpfung separat einstellbar. Der Federweg beträgt 120 mm.
Ein Kardanantrieb überträgt die Kraft an das Hinterrad. Die ungeschützt im Spritzbereich des Hinterreifens drehende Kardanwelle (die daher regelmäßig gereinigt und geschmiert werden muss) und eine Momentabstützung (Stange zwischen Hinterachsgetriebe und Rahmen, die das für Kardanantriebe typische Anheben des Motorrades beim Beschleunigen stark reduziert) sind rechts angebracht.

### Bremsanlage
Am Vorderrad hat die Moto Guzzi 1100 Sport eine hydraulisch betätigte Doppelscheibenbremse mit radial geschraubten Vierkolben-Festsätteln von Brembo. Die halbschwimmend gelagerten Bremsscheiben haben einen Durchmesser von 320 mm. Die auch hydraulisch betätigte hintere Scheibenbremse mit 282 mm Durchmesser hat einen Doppelkolben-Schwimmsattel. Ein Antiblockiersystem ist nicht verfügbar.

### Lackierung
Erhältlich war die 1100 Sport in den Lackierungen Rot und Schwarz. Die Version 1100 Sport Corsa gab es nur in Rot und Gelb. Sie unterscheidet sich äußerlich durch einen schwarzen vorderen Kotflügel, eine teils schwarze Abdeckung unter dem Soziussitz mit dem zusätzlichen Schriftzug „Corsa“, eine komplett schwarze Motor-Getriebe-Einheit und schwarze Fußrasten-Halterungen.

## Technische Daten im Vergleich
|                                 | 1100 Sport | 1100 Sport i | 1100 Sport Corsa |
| ------------------------------- | --- | --- | --- |
| Baujahre                        | 1994–1996 | 1996–1999 | 1998–1999 |
| Motor                           | längs eingebauter, fahrtwindgekühlter 90°-Zweizylinder-Viertakt-V-Motor, Elektrostarter; ab 1996: zusätzlicher Ölkühler                                                                           | längs eingebauter, fahrtwindgekühlter 90°-Zweizylinder-Viertakt-V-Motor, Elektrostarter; ab 1996: zusätzlicher Ölkühler                                                                           | längs eingebauter, fahrtwindgekühlter 90°-Zweizylinder-Viertakt-V-Motor, Elektrostarter; ab 1996: zusätzlicher Ölkühler                                                                           |
| Ventilsteuerung                 | untenliegende, kettengetriebene Nockenwelle; Ventile über Stößel, Stoßstangen und Kipphebel betätigt                                                                                              | untenliegende, kettengetriebene Nockenwelle; Ventile über Stößel, Stoßstangen und Kipphebel betätigt                                                                                              | untenliegende, kettengetriebene Nockenwelle; Ventile über Stößel, Stoßstangen und Kipphebel betätigt                                                                                              |
| Bohrung × Hub                   | 92 mm × 80 mm | 92 mm × 80 mm | 92 mm × 80 mm |
| Hubraum                         | 1064 cm³ | 1064 cm³ | 1064 cm³ |
| Verdichtung                     | 10,5 : 1 | 10,5 : 1 | 10,5 : 1 |
| Nennleistung                    | 66 kW (89,7 PS) bei 7800/min | 66 kW (89,7 PS) bei 7800/min | 66 kW (89,7 PS) bei 7800/min |
| max. Drehmoment                 | 97 Nm bei 6000/min | 97 Nm bei 6000/min | 95 Nm bei 5800/min |
| Gemischaufbereitung             | 2 Vergaser PHM 40 N von Dell’Orto | Saugrohreinspritzung von Weber-Marelli | Saugrohreinspritzung von Weber-Marelli |
| Zündung                         | elektronisches Motormanagement | elektronisches Motormanagement | elektronisches Motormanagement |
| Kupplung                        | Zweischeiben-Trockenkupplung | Zweischeiben-Trockenkupplung | Zweischeiben-Trockenkupplung |
| Getriebe                        | 5-Gang-Getriebe | 5-Gang-Getriebe | 5-Gang-Getriebe |
| Endantrieb                      | Kardanantrieb mit Momentabstützung | Kardanantrieb mit Momentabstützung | Kardanantrieb mit Momentabstützung |
| Rahmen                          | Stahl-Zentralrohr-Brückenrahmen | Stahl-Zentralrohr-Brückenrahmen | Stahl-Zentralrohr-Brückenrahmen |
| Maße (L × B × H)                | 2125 × 690–720 × 1095 mm | 2125 × 690–720 × 1095 mm | 2125 × 690–720 × 1095 mm |
| Radstand                        | 1475 mm | 1475 mm | 1475 mm |
| Sitzhöhe                        | 790 mm | 790 mm | 790 mm |
| Radaufhängung vorn              | 41,7 mm-Teleskopgabel von Marzocchi, 130 mm Federweg (in Zug- und Druckstufe verstellbar); ab 1996: 40 mm-Upside-Down-Gabel von White-Power, 130 mm Federweg (in Zug- und Druckstufe verstellbar) | 41,7 mm-Teleskopgabel von Marzocchi, 130 mm Federweg (in Zug- und Druckstufe verstellbar); ab 1996: 40 mm-Upside-Down-Gabel von White-Power, 130 mm Federweg (in Zug- und Druckstufe verstellbar) | 41,7 mm-Teleskopgabel von Marzocchi, 130 mm Federweg (in Zug- und Druckstufe verstellbar); ab 1996: 40 mm-Upside-Down-Gabel von White-Power, 130 mm Federweg (in Zug- und Druckstufe verstellbar) |
| Radaufhängung hinten            | Zweiarm-Cantilever-Schwinge mit Zentralfederbein von White Power, 120 mm Federweg (in Zug- und Druckstufe verstellbar)                                                                            | Zweiarm-Cantilever-Schwinge mit Zentralfederbein von White Power, 120 mm Federweg (in Zug- und Druckstufe verstellbar)                                                                            | Zweiarm-Cantilever-Schwinge mit Zentralfederbein von White Power, 120 mm Federweg (in Zug- und Druckstufe verstellbar)                                                                            |
| Felgengröße vorn                | 17″ | 17″ | 17″ |
| Felgengröße hinten              | 18″ | 17″ | 17″ |
| Bremse vorn                     | Brembo-Zweischeibenbremse, Ø 320 mm (Scheibe halb schwimmend gelagert) mit 4-Kolben-Festsattel | Brembo-Zweischeibenbremse, Ø 320 mm (Scheibe halb schwimmend gelagert) mit 4-Kolben-Festsattel | Brembo-Zweischeibenbremse, Ø 320 mm (Scheibe halb schwimmend gelagert) mit 4-Kolben-Festsattel |
| Bremse hinten                   | Brembo-Einscheibenbremse, Ø 282 mm mit 2-Kolben-Schwimmsattel | Brembo-Einscheibenbremse, Ø 282 mm mit 2-Kolben-Schwimmsattel | Brembo-Einscheibenbremse, Ø 282 mm mit 2-Kolben-Schwimmsattel |
| Leergewicht                     | 210 kg | 221 kg | 220 kg |
| Tankinhalt                      | 19 l (Reserve: 3 l) | 19 l (Reserve: 3 l) | 19 l (Reserve: 3 l) |
| Kraftstoffverbrauch (nach CUNA) | ca. 4,9 l/100 km | ca. 4,5 l/100 km | ca. 5,0 l/100 km |
| Höchstgeschwindigkeit           | 235 km/h | 230 km/h | 230 km/h |

Quellen: 